# جمهورية لوغانسك الشعبية
جمهورية لوغانسك الشعبية (بالروسية: Луганская Народная Республика) أو إختصارًا (LPR)، هي دولة معلنة عن انفصالها الذاتي بنفسها وجمهورية روسية تقع في الأجزاء المحتلة في لوهانسك أوبلاست في منطقة دونباس داخل حدود أوكرانيا المعترف بها دوليًا، وتصنفها كييف من المنظمات الإرهابية. وهي دولة معترف بها من طرف ثلاثة أعضاء في الأمم المتحدة وهم الاتحاد الروسي والجمهورية العربية السورية وجمهورية كوريا الديمقراطية الشعبية. مدينة لوغانسك هي أكبر مدينة في الإقليم وهي عاصمته. يبلغ تعداد السكان نحو 1.5 مليون نسمة. رئيس الدولة الحالي هو ليونيد باشنيك.
أعلنت جمهورية لوغانسك الشعبية استقلالها عن أوكرانيا في أعقاب الثورة الأوكرانية عام 2014، جنبًا إلى جنب مع جمهورية دونيتسك الشعبية وجمهورية كريميا. أعقب إعلانها عن استقلالها هذا نزاع مسلح مستمر مع أوكرانيا. تلقت جمهوريتا لوغانسك ودونيتسك مساعدات إنسانية من روسيا. وفقًا لحلف الناتو وأوكرانيا، فإن روسيا زودت المتمردين أيضًا بالمساعدات العسكرية، وهو ادعاء سبق أن أنكرته روسيا.
يصف التشريع الأوكراني منطقة جمهورية لوغانسك الشعبية بأنها «إقليم محتل مؤقتًا»، وتوصف حكومته بأنها إدارة محتلة تابعة للاتحاد الروسي. كان الهدف من اتفاقية مينسك في سبتمبر من عام 2014 التي وقعها ممثلون عن منظمة الأمن والتعاون في أوروبا، وممثلون عن أوكرانيا وروسيا- ورؤساء لوغانسك ودونيتسك دون الاعتراف بأي حالة لهم- هو وقف النزاع وإعادة اندماج الأراضي التي يسيطر عليها المتمردون داخل أوكرانيا في مقابل مزيد من الحكم الذاتي في المنطقة، لكن لم يتم تنفيذ الاتفاقية بشكل كامل.
أصبحت روسيا بتاريخ 21 فبراير عام 2022 أول دولة عضو في الأمم المتحدة تعترف بصورة رسمية بجمهوريتي لوغانسك ودونيتسك و قد اعترفت كل من سوريا و كوريا الشمالية بالجمهوريتين بعد فترة من الاعتراف الروسي. تقع كلتا الجمهوريتين في جوهر الأزمة الأوكرانية الروسية في 2021-2022.

## الجغرافيا والتركيبة السكانية
جمهورية لوغانسك الشعبية هي منطقة غير ساحلية تحدها أوكرانيا (أي بقية أوكرانيا) من الشمال، وجمهورية دونيتسك الشعبية التي نصبت نفسها بنفسها من الغرب، وروسيا من الشرق. تمتد جمهورية لوهانسك الشعبية تقريبًا إلى منتصف أوبلاست(مقاطعة) لوهانسك، بما فيها أكثر مناطقها اكتظاظًا بالسكان، والعاصمة الإقليمية لوهانسك، إضافة إلى مدن ألتشيفسك وكراسنودون الرئيسيتين. يعيش نحو 64% من سكان الأوبلاست في جمهورية لوهانسك الشعبية. ظل الجزء الشمالي من أوبلاست لوهانسك تحت السيطرة الأوكرانية منذ 2014-2015. يقابل الإقليم الذي تسيطر عليه جمهورية لوهانسك الشعبية في أغلبه، ولكن ليس بكامله، مع الضفة اليمنى (الجنوبية) لنهر دونيتس.
تعد هضبة غريف ميتشيتنا أعلى نقطة في جمهورية لوغانسك الشعبية (وفي كامل دونباس) بارتفاع (361.1 متر (1،204 قدم) فوق سطح البحر)، وتقع بالقرب من مدينة بيتروفسكي.
يقدر مكتب الإحصاء في جمهورية لوغانسك الشعبية عدد السكان في المنطقة الواقعة تحت سيطرته بنحو 1.5 مليون نسمة، على الرغم من أن دقة هذا التقدير هي موضع شك بسبب الهجرة الناجمة عن الحرب ونقص المصادر المستقلة. يعيش 435 ألف نسمة من السكان تقريبًا في لوغانسك، حيث توجد إدارة الجمهورية. تشير الوثائق المسربة إلى أن 38% تقريبًا من السكان هم من المتقاعدين. غادر أكثر من نصف سكان ما قبل الحرب الإقليم الذي يخضع لسيطرة جمهوريتي لوغانسك ودونيتسك الشعبيتين.

## تاريخها
تقع جمهوريات لوغانسك ودونيتسك الشعبيتين في منطقة دونباس التاريخية، التي أُضيفت إلى أوكرانيا في عام 1922. يتحدث معظم السكان اللغة الروسية كلغتهم الأولى. أدت محاولات العديد من الحكومات الأوكرانية للتشكيك في شرعية الثقافة الروسية في أوكرانيا منذ إعلان استقلالها إلى صراع سياسي. في الانتخابات الوطنية الأوكرانية، تطور في الانتخابات الوطنية الأوكرانية نموذج مستقر على نحو لافت، صوتت فيه دونباس والمناطق الأوكرانية الغربية للمرشحين المنافسين منذ الانتخابات الرئاسية في عام 1994. انتخب فيكتور يانوكوفيتش، مواطن من دونيتسك، رئيسًا لأوكرانيا في عام 2010. أدت الإطاحة به إلى اندلاع الثورة الأوكرانية عام 2014 مؤديةً إلى احتجاجات في شرقي أوكرانيا، وتصاعدت تدريجيًا إلى نزاع مسلح بين الحكومة الأوكرانية المشكلة حديثًا والميليشيات المحلية المسلحة.

### السيطرة على المباني الحكومية
أعلن حشد من الناس أمام مبنى إدارة ولاية لوغانسك بتاريخ 5 مارس عام 2014، أن ألكسندر خاريتونوف هو «حاكم الشعب» في منطقة لوغانسك، وذلك بعد 12 يومًا على استيلاء المحتجين في كييف على مكتب الرئيس (كان فيكتور يانوكوفيتش رئيس أوكرانيا في حينها قد فر مسبقًا). اقتحم لوغانسكيا غفاديا من خاريتونوف بتاريخ 9 مارس من عام 2014، مبنى الحكومة في لوغانسك وأجبر الحاكم المُعين حديثًا في لوغانسك أوبلاست، ميخايلو بولوتسكيخ، على توقيع رسالة الاستقالة.
استولى ألف ناشط مؤيد لروسيا على مبنى جهاز الأمن الأوكراني (إس بي يو) في مدينة لوغانسك بتاريخ 6 أبريل عام 2014 واحتلوه، وذلك بعد عدة عمليات احتلال مماثلة له في دونيتسك وخاركيف، وطالب الناشطون بإطلاق سراح القادة الانفصاليين الذين اعتقلوا في الأسابيع السابقة. أقيمت حواجز لتعزيز مواقع الناشطين، تحسبًا لمحاولات الحكومة لاستعادة على المبنى. اقترح الناشطون إعلان «جمهورية لوغانسك البرلمانية» بتاريخ 8 أبريل عام 2014، لكن ذلك لم يحدث. بحلول 12 أبريل، استعادت الحكومة السيطرة على مبنى جهاز أمن الدولة بمساعدة قوات الشرطة المحلية.),
اجتمع عدة آلاف من المحتجين من أجل «مجلس شعبي» خارج مبنى إدارة الدولة الإقليمية (آر إس إيه) في مدينة لوغانسك بتاريخ 21 أبريل. دعا هؤلاء المحتجون إلى إنشاء «حكومة شعبية»، وطالبوا إما بتحقيق الوحدة الفيدرالية في أوكرانيا أو دمج لوغانسك مع الاتحاد الروسي. انتخبوا فاليري بولوتوف ليكون «حاكمًا للشعب» في أوبلاست لوغانسك. أعلنت قيادة الناشطين عن إجراء استفتاءين. تقرر إجراء واحد منها في 11 مايو، وكان الهدف منه تحديد فيما إذا كانت المنطقة ستسعى إلى مزيد من الحكم الذاتي (وربما الاستقلال)، أم ستحتفظ بوضعها الدستوري السابق داخل أوكرانيا. كان من المقرر إجراء استفتاء آخر في 18 مايو في حال كانت نتيجة الاستفتاء الأول هي تفضيل الحكم الذاتي، وكان الهدف منه تحديد فيما إذا كانت المنطقة ستنضم إلى الاتحاد الروسي أم ستصبح مستقلة.
أعلن النشطاء المؤيدون لروسيا، خلال اجتماعهم خارج مبنى الإدارة الإقليمية للدولة بتاريخ 27 أبريل 2014، عن «جمهورية لوغانسك الشعبية». أصدر المحتجون مطالب قالوا فيها إن الحكومة الأوكرانية يجب أن تمنح العفو لجميع المتظاهرين، وطالبوا بتضمين اللغة الروسية على أنها لغة رسمية في أوكرانيا، وأيضًا بإجراء استفتاء حول وضع أوبلاست لوغانسك. حذروا الحكومة الأوكرانية في حينها بأنها إن لم تستجب لمطالبهم بحلول الساعة 14:00 في 29 أبريل، فإنهم سيشنون تمردًا مسلحًا جنبًا إلى جنب مع تمرد جمهورية دونيتسك الشعبية (دي بّي آر).
عندما لم تستجب فيه الحكومة الأوكرانية لهذه المطالب، استولى نحو ألفين إلى ثلاثة آلاف ناشط بعضهم مسلح، على مبنى الإدارة الإقليمية للدولة ومكتب المدعي العام المحلي بتاريخ 29 أبريل. نهب المتظاهرون كلا المبنيين ثم احتلوهما. لوح المتظاهرون بأعلام محلية، إلى جانب الأعلام الروسية وأعلام جمهورية دونيتسك الشعبية المجاورة. قاوم ضباط الشرطة الذين كانوا يحرسون المباني الاستيلاء عليها، وانشق بعضهم ودعموا النشطاء.